# Funerali di Ruhollah Khomeyni

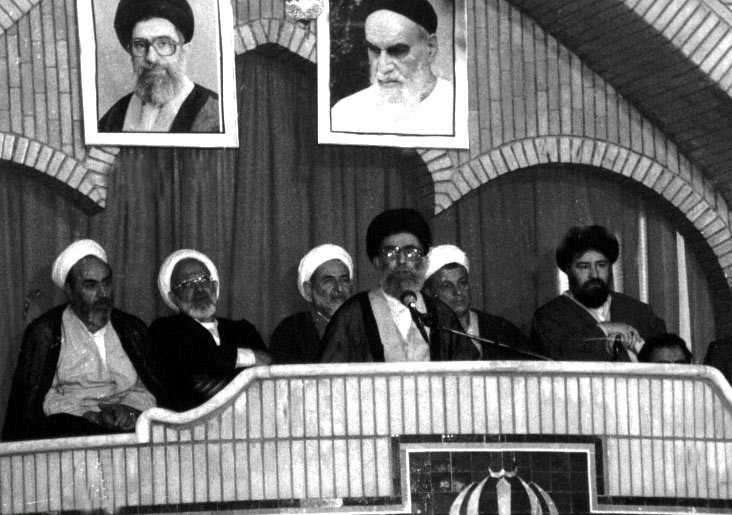
4 giugno 1989, autorità presenziano al funerale di Khomeyni

Il 3 giugno 1989, alle ore 22:20 locali, morì a 86 anni Ruhollah Khomeyni, Grande Ayatollah, leader della Rivoluzione iraniana, prima guida suprema dell'Iran e fondatore della Repubblica islamica dell'Iran. Il decesso ebbe luogo a Jamaran, nei pressi di Tehran, dopo undici giorni di ricovero in una clinica privata. Il religioso aveva sofferto di cinque infarti in dieci giorni. Secondo alcune fonti alla morte contribuirono emorragie interne del sistema digerente. In segno di rispetto il governo iraniano dispose un periodo di quaranta giorni di lutto nazionale e ordinò che le scuole fossero chiuse per cinque giorni. Il Pakistan dichiarò dieci giorni di lutto nazionale, la Siria sette giorni. Anche Afghanistan, Libano e India disposero tre giorni di lutto nazionale.
A Khomeyni fu dedicato un funerale di Stato e venne sepolto al Behesht-e Zahra (Il Paradiso di Zahra), un cimitero a sud di Tehran. È stato stimato che al funerale abbiano partecipato circa dieci milioni di persone, ovvero circa un sesto della popolazione iraniana. Questo lo renderebbe il rito funebre al quale abbia partecipato il maggior numero di persone, e anche uno dei più grandi assembramenti di tutta la storia dell'umanità.

## Rito funebre

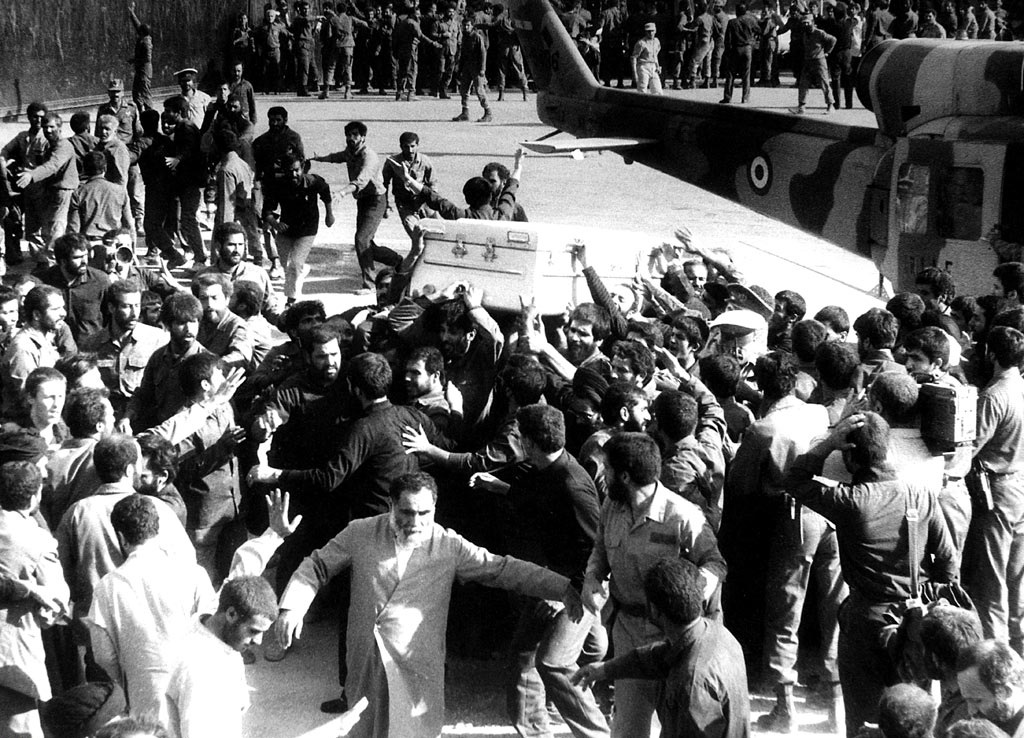
Uomini in lutto spingono il feretro con la salma di Khomeyni fuori dall'elicottero.

### Il primo funerale
Il 5 giugno, il feretro con il corpo di Khomeyni venne trasferito a Musalla, una lotto di terreno non costruito nella zona nord di Tehran. La salma venne esposta, avvolta in un sudario e protetta da un contenitore di vetro con l'aria condizionata, su un alto podio fatto con contenitori di acciaio per il trasporto merci. Rimase lì fino al giorno seguente, consentendo a centinaia di migliaia di persone in lutto di poterla vedere. Il 6 giugno fu rimessa nel feretro e il Grande Ayatollah Mohammad-Reza Golpaygani guidò la Salat al-Janazah (orazione funebre), della durata di venti minuti. Più tardi, visto che durante la notte la folla in lutto era arrivata a contare parecchi milioni di persone, diventò impossibile trasferire la salma al cimitero attraversando Tehran in processione fino alla zona sud della città. Il corpo venne quindi trasferito da un elicottero Bell 214A/C dell'aviazione iraniana e portato per via aerea al cimitero.  Durante il funerale, nei fuggi-fuggi che si crearono all'interno del massiccio assembramento, trovarono la morte otto persone.
Al cimitero, la folla superò le barriere improvvisate e le autorità persero il controllo della situazione. Secondo il giornalista John Kifner del The New York Times:

### Il secondo funerale
Il corpo venne riportato nella zona nord di Tehran per essere sottoposto al rituale preparatorio per una seconda volta. Per ridurre l'affollamento, venne annunciato sui media statali iraniani che il funerale sarebbe stato rimandato. Cinque ore dopo il corpo venne riportato nel cimitero, ma questa volta le guardie erano meglio preparate a gestire la situazione. Il corpo fu tirato fuori da un elicottero, sigillato in un contenitore metallico di forma simile a quelli usati per i trasporti nelle stive degli aerei. Anche questa volta la folla riuscì a superare il cordone di sicurezza, ma grazie al grande numero di guardie fu possibile aprirsi una strada fino alla tomba tra le persone assiepate. Una volta sul posto, secondo i reporter del Time:
Nel 1992 venne completata la costruzione di un mausoleo sul luogo della sepoltura.